# Принія білоока
Принія білоока (Schistolais leontica) — вид горобцеподібних птахів родини тамікових (Cisticolidae). Мешкає в Західній Африці.

## Опис
Довжина птаха становить 14-15 см. Верхня частина тіла сіра, горло сіре, нижня частина тіла охриста. Райдужки бліді, майже білі.

## Поширення і екологія
Білоокі принії мешкають в Гвінеї, Сьєрра-Леоне, Ліберії і Кот-д'Івуарі. Вони живуть в гірських і рівнинних тропічних лісах та у вологих чагарникових заростях на берегах озер і річок. Живуть поодинці, парами і невеликими зграйками до 9 птахів.

## Збереження
МСОП класифікує цей вид як такий, що знаходиться під загрозою зникнення. За оцінками дослідників, популяція білооких приній становить від 1000 до 2500 птахів. Їм загрожує знищення природного середовища.